# Loxomorpha citrinalis
Loxomorpha citrinalis là một loài bướm đêm trong họ Crambidae.